# Musix
Musix GNU+Linux est une distribution du système d’exploitation GNU/Linux, livrée en liveCD pour les processeurs x86, et basée sur les distributions Knoppix, Kanotix  et Debian. Elle contient de nombreux logiciels pour la création audio, le graphisme et la vidéo. L'initiateur et le codirecteur du projet est Marcos Germán Guglielmetti.
Musix GNU+Linux est l'une des premières distributions GNU/Linux reconnues par la Fondation pour le logiciel libre comme étant constituée exclusivement de logiciels libres.
Musix étant développé par une équipe venant d'Argentine, d'Espagne et du Brésil, la langue principalement utilisée pour les discussions sur le développement et la documentation est l'espagnol. Musix a ses propres communautés d'utilisateurs en espagnol, en portugais et en anglais.

## Logiciels
Le système a plus de 1350 paquets et tourne directement depuis le CD/DVD sans rien installer sur l'ordinateur. Il peut néanmoins être installé relativement facilement si besoin en quelques minutes, comme Knoppix ou Kanotix.
Quelques programmes inclus : Rosegarden et Ardour, tous deux pour les musiciens, Inkscape pour le dessin vectoriel, GIMP pour la manipulation d'images, Cinelerra pour la vidéo et Blender pour l'animation 3D.
L'environnement de bureau est très léger (seulement 18 MB de RAM avec X.org), fondé sur IceWM+ROX-Filer.
Une petite version de KDE est aussi installée sur la version Live CD. Le Live DVD, (qui n'est pas encore mis à disposition sur Internet), possède une version complète de KDE, supportant toutes sortes de langues.